# Нобоа, Диего
Диего Мария де Нобоа и Артета (исп. Diego María de Noboa y Arteta, 15 апреля 1789 — 3 ноября 1870) — южноамериканский политик, президент Эквадора.
Родился в Гуаякиле. После образования Республики Колумбия в 1824 году стал комиссаром по военным и морским делам (comisario de Guerra y Marina), участвовал в отправке войск в Перу, за что был награждён Конгрессом. После образования независимого Эквадора занимал посты в законодательных органах разных уровней, в 1839 году стал председателем Сената.
В 1845 году во время мартовской революции выступил против президента Флореса, вошёл в состав временного революционного правительства. В 1849 году участвовал в президентских выборах, но неудачно, в начале 1850 года стал губернатором провинции Гуаяс, где начал образовываться оппозиционный центр власти.
10 июня 1850 года президент Аскасуби ушёл в отставку, однако три провинции встали на сторону генерала Антонио Элисалде (героя Мартовской революции), и раскол в стране продолжился. Однако обе стороны смогли удержаться от непоправимых действий, и 8 декабря собрался Конвент, на котором 23 голосами против 2 новым президентом был избран Нобоа. Была написана новая Конституция, вступившая в силу в феврале 1851 года.
Нобоа изгнал Элисалде и бывшего президента Року, и устроил чистку в армии, заменив сторонников Элисалде на сторонников бывшего президента Флореса. Чтобы решить проблему огромного внешнего долга, Нобоа планировал продать Великобритании Галапагосские острова. 3 мая 1851 года между Великобританией и Эквадором был подписан Договор о дружбе, торговле и навигации.
В это время президент Новой Гранады Хосе Иларио Лопес изгнал из своей страны иезуитов, и Нобоа обратился к Конвенту с просьбой разрешить принять иезуитов в Эквадоре. Разрешение было дано, и орден иезуитов вернулся в Эквадор после 84 лет изгнания. Отношения между Эквадором и Новой Гранадой серьёзно ухудшились, и 16 мая 1851 года Конгресс Новой Гранады дал президенту Лопесу право объявить войну Эквадору.
В июне 1851 года Конгресс наделил президента чрезвычайными полномочиями ввиду угрозы войны. В этих условиях 19 июля 1851 года генерал Хосе Мария Урбина, поддержанный гарнизоном Гуаякиля, объявил себя верховным правителем страны.
Нобоа был выслан из Эквадора на американском корабле. Четыре года спустя он вернулся в страну, но больше не участвовал в политической жизни.